# Saison 3 de Numbers
Chronologie
Saison 2 Saison 4
Cet article présente le guide des épisodes de la troisième saison de la série télévisée américaine Numb3rs.

## Distribution de la saison

### Acteurs principaux
- Rob Morrow (VF : Eric Aubrahn) : Don Eppes
- David Krumholtz (VF : Xavier Béja) : Charles « Charlie » Eppes
- Judd Hirsch (VF : Jean-Pierre Moulin) : Alan Eppes
- Alimi Ballard (VF : Jérôme Rebbot) : David Sinclair
- Peter MacNicol (VF : Denis Boileau) : Lawrence « Larry » Fleinhardt
- Diane Farr (VF : Rafaele Moutier) : Megan Reeves
- Navi Rawat (VF : Julie Dumas) : Amita Ramanujan
- Dylan Bruno (VF : Nessym Guetat) : Colby Granger

### Acteurs récurrents et invités
- Lou Diamond Phillips (VF : Marc Saez) : Agent Ian Edgerton (récurrence à travers la série)
- Aya Sumika (VF : Virginie Mery) : Liz Warner (8 épisodes)
- Kathy Najimy : Dr Mildred Finch[1] (9 épisodes)
- Gena Rowlands : Erika Hellman[2] (épisode 3)
- Tito Ortiz : Tino Alva[3] (épisode 16)

## Épisodes

### Épisode 1:Vivre…
- États-Unis /  Canada : 22 septembre 2006 sur CBS[4] / Global
- France : 22 juin 2007 sur M6
- Québec : date inconnue

- Lou Diamond Phillips (Agent Ian Edgerton)
- Kim Dickens (Crystal Hoyle)
- David Gallagher (Buck Winters)
- Jerry O'Donnell (Pierce Brenner)
- Andy Mackenzie (Felix)
- Colin Campbell (Chimiste de méthamphétamine)
- Georgia Hatzis (Lydia Campos)

### Épisode 2:…ou mourir
- États-Unis : 29 septembre 2006 sur CBS
- France : 22 juin 2007 sur M6

- États-Unis : 10,69 millions de téléspectateurs[6]

- Kim Dickens (Crystal Hoyle)
- David Gallagher (Buck Winters)
- Mark Rosenthal (Billy Rivers)
- Michael Oberlander (Adam Denton)
- Kerry Finlayson (Infirmière)
- David McDivitt (Officier du barrage de la California Highway Patrol)
- Tim Sabatino (Agent du SWAT)
- Jon Spinogatti (en) (Directeur du motel)

### Épisode 3:L'Art de l'imposture
- États-Unis : 6 octobre 2006 sur CBS
- France : 29 juin 2007 sur M6

- États-Unis : 11,07 millions de téléspectateurs[7]

- Garret Dillahunt (Jack Tollner)
- Benito Martinez (Arthur Ruiz)
- Matt Ross (Joel Hellman)
- Zach Grenier (Peyton Shoemaker)
- Armin Shimerman (Expert du comité d'authentification des œuvres d'art)
- Gena Rowlands (Erika Hellman)
- David Carey Foster (Directeur de l'hôtel)
- Lisa Renee Pitts (Agent du FBI)
- David Powledge (Gardien)

### Épisode 4:La Taupe
- États-Unis /  Canada : 13 octobre 2006
- France : 29 juin 2007 sur M6

- États-Unis : 10,89 millions de téléspectateurs[8]
- Canada : 1,117 million de téléspectateurs[9]

- François Chau (Kaj-Jan Chen)
- Bryan Chesters (Hector)
- Scott Menville (Tyler)
- Shawn Hatosy (Dwayne Carter)
- Michelle Lee (Michelle Kim)
- Barbara Evans (Technicienne)

### Épisode 5:Il n'y a pas de hasard
- États-Unis /  Canada : 20 octobre 2006
- France : date inconnue sur M6

- États-Unis : 11,95 millions de téléspectateurs[10]
- Canada : 1,059 million de téléspectateurs[11]

- Don McManus (Jeff Kinkirk)
- Rachel York (Marla Kinkirk)
- R.E. Rodgers (Mitchell Mackenzie)
- Christopher McCann (Dr Brewer)
- Mueen Jahan Ahmad (Laveur du Car-Wash)
- Ai Cherie (Mécène de rue)
- Nikki Crawford (Medecin urgentiste)
- Ayana Hampton (Étudiant)
- Ross Hellwig (Officier du LAPD)
- Kwana Martinez (Technicienne)
- Zach Mills (Pete Kinkirk)
- Joe Ordaz (Directeur)
- David Parker (Brennan Sommers)
- Darian Weiss (Andy Kinkirk)
- Jim Cody Williams (Calvin Oats)

- Théorie de la variable cachée (tout ce qui est conçu dans ce monde n'est jamais le fruit du hasard)
- Algorithme d'optimisation.

### Épisode 6:La Deuxième Place
- États-Unis : 27 octobre 2006 sur CBS

- États-Unis : 11,09 millions de téléspectateurs[12]

- Philip Casnoff (Maurice Connors)
- Kit Paquin (Sharrlyn Smith)
- Cleo King (Employé du bureau du chômage)
- Will Collyer (Danny Roberts)
- Tom Titone (Sidney Boyd)
- Mary Anne McGarry (Landlady)
- Andy Wood (Teller)
- Paul Statman (Ivan Tabakian)

### Épisode 7:Suivre le courant
- États-Unis : 3 novembre 2006 sur CBS

- États-Unis : 11,08 millions de téléspectateurs[13]

- Amy Sloan (Kari Syles)
- Gareth Williams (Baker)
- Paul Statman (Ivan Tabakian)
- Matthew Humphreys (Randy Syles)
- Joseph Brooke (Barman)
- John Bobek (Homme punk)
- Benjamin J. Cain Jr. (Policier du LAPD)
- Chanda Hartman (Diane Verano, adjointe du procureur des États-Unis)
- Daniel Arrias (Gangster #1)
- Mark Finnell (Garde de l'enceinte #1)
- Robert Patteri (Garde de l'enceinte #2)

### Épisode 8:Talentueux malgré lui
- États-Unis : 10 novembre 2006 sur CBS

- États-Unis : 11,76 millions de téléspectateurs[14]

- Jay Baruchel (Oswald Kittner)
- Jon Hamm (Richard Clast)
- Bill Nye (Bill Waldie)
- Lauren Vélez (Claudia Gomez)
- Lauren Stamile (Kelly Johnston)
- Joel Anderson (Max Sheveransky)
- Andy Umberger (Frank Auster)
- Barry Shabaka Henley (entraîneur Grady)
- John Hillner (Dr Thomas Mandel)
- Lance Roberts (entraîneur Lyle Weaver)
- Bobby Roe (Vick Johnston)
- Russ Hunt (deuxième base)

- Analyse statistique du baseball (la sabermétrie)
- Organigramme d'analyse

### Épisode 9:Empoisonnement
- États-Unis /  Canada : 17 novembre 2006

- États-Unis : 10,73 millions de téléspectateurs[15]
- Canada : 1,133 million de téléspectateurs[16]

- Joshua Malina (Howard Meeks)
- Gabriel Olds (Reed Parkman)
- Deirdre Lovejoy (Daria Samson)
- Lawrence Gilliard Jr. (Amos Shabaz)
- Erica Gimpel (Principal Riva Bell)
- Bob Gunton (Boyd Resnick)
- A. Russell Andrews (Duke Piermint)
- Terrence Hardy Jr. (Malik Shabaz)
- Christine Avila (Trudy Perez)
- Julian Barnes (Provost)
- Joel Stoffer (en) (agent Davidson)
- Kim Estes (M. Bowden)
- Cesar Flores (enfant latino battu)

### Épisode 10:Projet Brutus
- États-Unis /  Canada : 24 novembre 2006

- États-Unis : 11,73 millions de téléspectateurs[17]
- Canada : 1,031 million de téléspectateurs[18]

- Matt Keeslar (Agent Raymond)
- David Zayas (Carlos Costavo)
- Michael Ralph (Sam Finney)
- Tom Everett (Keith Whittaker)
- Teresa Parente (Denise Davis)
- Michael Piontek (Stanford Davis)
- Tom Amandes (Lawrence Dryden)
- Jim Gleason (Sénateur Martin Tallman)
- Chris Warren Gilbert (Garde du corps #1)
- Kerry Finlayson (Agent du FBI)

### Épisode 11:Toujours plus haut
- États-Unis /  Canada : 15 décembre 2006

- États-Unis : 11,23 millions de téléspectateurs[19]
- Canada : 944 000 téléspectateurs[20]

- Buzz Aldrin (Lui-même)
- Robin Weigert (Elaine Tillman)
- George Newbern (Brendan McCrary)
- Johnny Simmons (Matt McCrary)
- Wendy Gazelle (Colleen McCrary)
- Ptosha Storey (Avocat)
- Tymberlee Hill (Technicien du FBI)
- Susan Pourfar (Mère)
- Kevin Cristaldi (Wendell Henderson)
- George Ketsios (Victime #5)
- Ray Torres (John Santos)
- David McDivitt (Agent du FBI)

### Épisode 12:Le Prophète
- États-Unis : 5 janvier 2007 sur CBS

- États-Unis : 12,35 millions de téléspectateurs[21]

- Teri Polo (Rachel Willons)
- Joshua Malina (Howard Meeks)
- Alexandra Krosney (Josephine Kirtland)
- Anne Dudek (Emmanueline Kirtland)
- John Patrick Amedori (Lee Brady)
- W. Earl Brown (Abner Stone)
- Kyle Colerider-Krugh (Ralph Jackson)
- Ezra Godden (Officier de la California Highway Patrol)
- Drew Starlin (William Johnson)
- Paco Farias (Homme dans le camion)
- David McDivitt (Commandant du SWAT)

### Épisode 13:Le Chercheur de trésor
- États-Unis : 12 janvier 2007 sur CBS

- États-Unis : 11,58 millions de téléspectateurs[22]

- Anthony Ruivivar (Agent Cordero)
- Jason Beghe (Reid Sarasin)
- David Clennon (Mel Oliver)
- Tina Morasco (Janette Sarasin)
- Titus Welliver (Agent Graves)
- Peter Katona (Expert de la Marine)
- Matt Nolan (Officier de la police portuaire)
- Chris Freeman (Mécanicien)
- Annamarie Kenoyer (Écolier)

### Épisode 14:Les Escadrons de la mort
- États-Unis : 2 février 2007

- États-Unis : 10,91 millions de téléspectateurs[23] (première diffusion)

- José Zúñiga (Bernardo Infante)
- Rhys Coiro (Ricky Jones)
- Marc Jablon (Meisner)
- Montae Russell (Officier sur la scène de crime)
- Wendell Pierce (William Bradford)
- Benny Nieves (Hector Campos)
- Elisa Llamido (Maria Campos)
- Emiliano Torres (Homme masqué #1)
- Oscar Ezpeleta (Homme masqué #2)
- Toby Holguin (Conducteur)
- Omar Leyva (Valet)
- Andrew Carrillo (Homme hispanique)
- Con Schell (Policier infiltré #1)
- Paul Lacovara (Policier infiltré #2)
- Jeff Brockton (Victime réticente)

### Épisode 15:Dans la gueule du loup
- États-Unis : 9 février 2007

- États-Unis : 11,23 millions de téléspectateurs[24] (première diffusion)

- Will Patton (Lieutenant Gary Walker)
- Hassan Johnson (Calvin Bradley)
- David Warshofsky (Inspecteur Jack Collins)
- Lance Reddick (Lieutenant Steve Davidson)
- Nike Doukas (Leigh Everett)
- Jason Manuel Olazabal (Jimmy Lopez)
- Josh Clark (Sergent Ronald Jackson)
- Matthew Kimbrough (Manager)
- Cory Norman (Corey)
- Douglas Fisher (Mandataire)
- Travis Grenke (John Everett)
- Sean McClam (Enfant du quartier)

### Épisode 16:Tous les coups sont permis
- États-Unis : 16 février 2007

- États-Unis : 10,69 millions de téléspectateurs[25] (première diffusion)

- Steven Culp (Inspecteur Graham Larson)
- Gbenga Akinnagbe (Ben Ellis)
- Lauren Vélez (Claudia Gomez)
- Arye Gross (Professeur Stanley Novich)
- Tito Ortiz (Tino Alva)
- Bruce McGill (Austin)
- A.J. Benza (Journaliste)
- Philip Moon (Entraineur de Munson)
- Bill Seward (Commentateur)
- Fred Warner (Dealer)
- Roman Mitichyan (Ken Benswrth)

### Épisode 17:Contre la montre
- États-Unis : 23 février 2007

- États-Unis : 11,02 millions de téléspectateurs[26] (première diffusion)

- Michael DeLorenzo (en) (Nacio Duque)
- Maximiliano Hernández (Rico)
- Jon Curry (Inspecteur)
- Wendell Pierce (William Bradford)
- Vincent Laresca (Che Lobo)
- Taylor Gray (Jo Santiago)
- Jason Chanos (Maloney)
- Susan Krebs (Bibliothécaire)
- Phil Foster (Agent du FBI)
- Shaun Gerardo (Agent du FBI)

### Épisode 18:La Théorie du complot
- États-Unis /  Canada : 9 mars 2007

- États-Unis : 10,29 millions de téléspectateurs[27]
- Canada : 1,194 million de téléspectateurs[28]

- Jay Baruchel (Oswald Kittner)
- Joshua Malina (Howard Meeks)
- William Sadler (J. Everett Tuttle)
- Alexander Chaplin (Austin Parker)
- Scott Waara (Jason Brasher)
- Jama Williamson (Jane Aliano)
- Kelli O'Hara (Rachel Lawton)
- Tim Monsion (Cliff Dawkins)
- Alison Walla (Stacy Aliano)
- Dihlon McManne (Avocat)
- Ronobir Lahiri (Médecin légiste)
- Terry Woodberry (Ambulancier)
- Barbara Evans (Agent du FBI)

### Épisode 19:Tombé du ciel
- États-Unis : 30 mars 2007 sur CBS

- Geoff Pierson (PDG Aaron Helm)
- Tom Pelphrey (Mike Daley)
- Erin Cottrell (Caroline Williams)
- Gonzalo Menendez (Victor Morelos)
- D.W. Moffett (Bob Tombrello)
- Brendan Ford (Phil Hadwin)
- Brian Keith Russell (John Wellner)
- Luis Villalta (Chauffeur de Victor Morelos)

### Épisode 20:Le Manifeste
- États-Unis /  Canada : 6 avril 2007

- États-Unis : 10,93 millions de téléspectateurs[30] (première diffusion)
- Canada : 1,117 million de téléspectateurs[31]

- Lisa Vidal (Jennifer Malloy)
- Kyle Howard (Jason Aronow)
- Matt Malloy (Professeur Emmett Glaser)
- William Francis McGuire (Commandant Lee Kettrick)
- Bruce Kirby (M. Glaser)
- Brette Taylor (Catherine Walton)
- Dohn Norwood (Capitaine Hazlett)
- Brian Reddy (Avocat)
- Chris Dinh (Étudiant)
- Gene Gabriel (Eddie BST)

### Épisode 21:Confessions macabres
- États-Unis : 27 avril 2007

- États-Unis : 10,15 millions de téléspectateurs[32] (première diffusion)

- Jeremy Sisto (Alvin Brickle, Assistante du Procureur)
- Wood Harris (Murphy « Pony » Fuñez)
- Dorothea Ellerby (Mary Amato)
- Bruce MacVittie (Député Randal Amato)
- Rosa Arredondo (Rene Moreno)
- Lina Patel (Stephanie Quartz)
- Rhyon Nicole Brown (Lucy Fuñes Moreno)
- Eddie Driscoll (Gardien #1)
- Shane Woodson (Gardien #3)
- Frankie Loyal Delgado (Prisonnier #2)
- Spider Loc (Prisonnier #3)
- Joe Marinelli (Phillip Berelli)
- Preston Bailey (Randy Amato)

### Épisode 22:Sous pression
- États-Unis : 4 mai 2007 sur CBS
- France : 26 novembre 2007 sur W9

- Erik Palladino (Capitaine Adams)
- Laura Kai Chen (Professeur Rachel Osaki)
- James DuMont (Vendeur)
- Rose Portillo (Femme)
- James McDaniel (Phillip Wright)
- Bernardo Peña (Kaleed Asan)
- Sean T. Krishnan (Ali al Dossari)
- Dagmar Midcap (Présentateur)
- Peter Moret (Agent de l'unité HAZMAT)
- Fabrizio Villasanta (Terroriste armé)

- Analyse des réseaux sociaux (réseaux de distribution autonomes)

### Épisode 23:Les Larmes de l'argent
- États-Unis : 11 mai 2007 sur CBS
- France : 26 novembre 2007 sur W9

- LisaGay Hamilton (Sari Kinshasa)
- William Russ (Michael Shannon)
- Chris Conner (Dr Dan Matthews)
- Wendell Pierce (William Bradford)
- Charles Borland (Frank Tibbett)
- Lucia Brawley (Agent Secret)
- Gregory Scott Cummins (Chasseur de primes #1)
- Caralyn Kozlowski (Gwen Owens)
- Christian Levatino (Zack Kagan)
- David McDivitt (Chasseur de primes #2)
- Matt McTighe (Gardien armé)
- Lawrence Novikoff (Jack Garrity)
- Cisco Reyes (Lucky Dog)
- Errol Sack (Anthony Kagan)
- William Shockley (Vincent Kagan)

- Algorithme de calcul de chemin de fuite.

### Épisode 24:La Liste de Janus
- États-Unis /  Canada : 18 mai 2007 sur CBS / Global
- France : 26 novembre 2007 sur W9

- États-Unis : 10,18 millions de téléspectateurs[35]
- Canada : 1,013 million de téléspectateurs[36]

- Catherine Dent (Naomi Vaughn)
- Martin Jarvis (Taylor Ashby)
- James Frain (Allister McClair)
- Shawn Hatosy (Dwayne Carter)
- Braeden Marcott (Victor)
- Gene Gabriel (Eddie BST)
- Casey Williams (Infirmière Lois)
- Matthew Robert Gottlieb (Docteur)
- Rick Gifford (Agent de la CIA)
- Darren Capozzi (Chip)

- Cryptographie